# La Frontière dans la montagne
Pour plus de détails, voir Fiche technique et Distribution.
La Frontière dans la montagne (en russe : Застава в горах) est un film soviétique réalisé par Konstantin Youdine, sorti en 1953,.

## Fiche technique
- Titre français : La Frontière dans la montagne[3]
- Titre original : Застава в горах
- Réalisateur : Konstantin Youdine
- Photographie : Timofeï Lebechev
- Musique : Antonio Spadavecchia
- Décors : Gueorgui Touryliov
- Société de production : Mosfilm
- Pays de production :  Union soviétique
- Langue de tournage : russe
- Format : Couleurs Sovcolor - Son mono
- Durée : 99 minutes (1h39)
- Genre : Aventures
- Date de sortie :
  - Union soviétique : 7 novembre 1953
  - Allemagne de l'Est : 26 février 1954